# Mac & Devin Go to High School
| Críticas profissionais | Críticas profissionais |
| Avaliações da crítica  | Avaliações da crítica  |
| Fonte                  | Avaliação              |
| ---------------------- | ---------------------- |
| The A.V. Club          | (B+)                   |
| Allmusic               | [ 2 ]                  |
| Consequence of Sound   | [ 3 ]                  |
| The Boston Globe       | (favorável)            |
| HipHopDX               | [ 5 ]                  |
| Los Angeles Times      | [ 6 ]                  |
| The New York Times     | (favorável)            |
| Rolling Stone          | [ 8 ]                  |
| Spin                   | (7/10)                 |
| XXL                    | (M)                    |

Mac & Devin Go to High School é um álbum de banda sonora dos rappers norte-americanos Snoop Dogg e Wiz Khalifa lançado em 13 de dezembro de 2011 pela editora discográfica Atlantic Records em formato físico e digital.

## Alinhamento de faixas
| N.º            | Título                                                | Duração |  |
| 1.             | "Smokin' On" (com participação de Juicy J)            | 4:28    |  |
| 2.             | "I Get Lifted"                                        | 4:52    |  |
| 3.             | "You Can Put It in a Zag, I’mma Put It in a Blunt"    | 3:19    |  |
| 4.             | "6:30"                                                | 4:10    |  |
| 5.             | "Talent Show"                                         | 4:35    |  |
| 6.             | "Let's Go Study"                                      | 4:05    |  |
| 7.             | "Young, Wild & Free" (com participação de Bruno Mars) | 3:27    |  |
| 8.             | "OG" (com participação de Curren$y)                   | 4:58    |  |
| 9.             | "French Inhale" (com participação de Mike Posner)     | 2:39    |  |
| 10.            | "It Could Be Easy"                                    | 4:48    |  |
| 11.            | "World Class"                                         | 3:30    |  |
| 12.            | "That Good"                                           | 3:48    |  |
| 13.            | "High School"                                         | 3:28    |  |
| 14.            | "Dev's Song"                                          | 4:30    |  |
| Duração total: | Duração total:                                        | 48:36   |  |

## Desempenho comercial
O álbum estreou na vigésima nona posição da tabela musical americana Billboard 200, com vendas de 38 mil exemplares na primeira semana após o lançamento. No Canadá, Mac & Devin estreou na nonagésima sexta colocação da Canadian Albums Chart. Em 25 de dezembro de 2011, o álbum já vendeu 59 mil unidades nos Estados Unidos. Em janeiro de 2012, a banda sonora já registrou vendas superiores a 90 mil cópias nos Estados Unidos.

## Desempenho nas paradas
| Paradas (2011/2012)                               | Melhor posição |
| ------------------------------------------------- | -------------- |
| Canadá (Canadian Albums Chart)                    | 96             |
| Estados Unidos (Billboard 200)                    | 29             |
| Estados Unidos (Billboard Top R&B/Hip-Hop Albums) | 6              |
| Estados Unidos (Billboard Top Rap Albums)         | 3              |